# 斯文·施瓦茨
斯文·施瓦茨（德語：Sven Schwarz，2002年1月31日—），德国男子游泳运动员，2019年欧洲青年游泳锦标赛男子4×200米自由泳接力银牌得主、男子800米自由泳和男子1500米自由泳铜牌得主、2021年欧洲短池游泳锦标赛男子800米自由泳和男子1500米自由泳铜牌得主、2025年世界游泳锦标赛男子800米自由泳银牌得主。